# Геометрија скија
Геометрија скија дефинише разне начине конструкције скија.

## Параболичне скије
Карвинг скије су специфичне по томе што је ширина предњег и задњег дела осетно већа од ширине средњег дела скије. Бочни рубови тако чине заобљену линију у облику параболе, кружног лука или комбинације та два облика. Када се та заобљена линија кроз три тачке (врх, средина и реп скије) сведе на део кружнице, радијус те кружнице се назива „радијус скије“ и чини врло важну карактериситику скије. Скије које су се користиле до првих карвинг модела ( сам крај 90-тих година ), равне скије, су имале скоро непромењену ширину дуж скије, при чему је та ширина била много мања од ширине најужег дела данашњих карвинг скија.

### Историја
Прве карвинг скије су се почеле серијски производити 1994. е године. То је био Еланов модел СЦX (СидеЦут Еxтреме). Идеју су прихватили и други произвођачи и врло брзо је кренула карвинг револуција. На јуниорском првенству САЂа 1996. е године је само један млади такмичар имао kарвинг скије (К2)  и у четири дисциплине је освојио три злата и једно сребро. Момак се звао Боде Миллер. Тим је била запечаћена судбина старих равних скија.

### Техника скијања
Специфичност карвинг скија се поред иновативне геометрије огледа и у другачијој техници извођења скијашког завоја.
Како је класична скија била „равна“, то се завој изводио пребацивањем тежине на предњи део скије што је доводило до бољег „хватања“ рубника у предњем делу скија те бочног отклизавања растерећених рубника у задњем делу скија. При том је скијаш из завоја у завој вршио оптерећење и растерећење скије, тј. скијање се сводило на рад тела горе-доле и ротацију доњег дела тела у односу на горњу (због отклизавање репова).
Код карвинг скија завој изводи бочни радијус скије, те се скијаш само нагиње у страну, а скије „саме“ скрећу. Наравно, са карвинг скијама се може скретати и на стари начин отклизавањем репова. Разлика између поменуте две технике скијања се најбоље мозе видети у траговима које скијаш оставља иза себе. Трагови након правилног карвинг скијашког завоја су приказани на слици бр. 3. положај тела приликом карвинг завоја је приказан на слици бр.4.